# Michael Klein
Michael "Mischa" Klein (Săliște, distrito de Sibiu, 10 de outubro de 1959 – Krefeld, 2 de fevereiro de 1993) foi um futebolista romeno de origem alemã.

## Carreira
Klein iniciou a sua carreira em 1977, no Corvinul Hunedoara, clube pelo qual jogou mais partidas (313 apenas no Campeonato Romeno. 
Para ganhar experiência, foi cedido por empréstimo ao Aurul Brad, onde jogou até 1979, quando retornou ao Corvinul. Saiu definitivamente do time em 1988, contratado pelo tradicional Dínamo Bucareste, onde atuou em quarenta jogos, marcando dois gols.
Em 1990, Klein deixou o Dínamo, transferindo-se para o Bayer Uerdingen da então Alemanha Ocidental, seu último clube. Atuou em 62 partidas, colaborando para o acesso da agremiação à Bundesliga na temporada 1992-93. 

## Morte
Durante um treino do Uerdingen, Klein caiu no gramado, vitimado por um ataque cardíaco, em virtude de seus excessivos esforços em campo. Faleceu pouco depois, aos 33 anos de idade.

## Seleção Romena
Membro da Seleção Romena entre 1981 e 1991, Klein fez parte do time que disputou a Eurocopa 1984 e a Copa do Mundo de 1990, únicas competições disputadas por ele com a Seleção.
Em dez anos, o lateral-esquerdo, último representante judeu na Seleção Romena, atuou em noventa partidas, marcando cinco gols.